# Pláničský rybník-Bobovec
Pláničský rybník-Bobovec este o arie protejată (sit de importanță comunitară — SCI) din Republica Cehă întinsă pe o suprafață de 407,23 ha, integral pe uscat.

## Localizare
Centrul sitului Pláničský rybník-Bobovec este situat la coordonatele 48°42′42″N 14°10′43″E / 48.711667°N 14.178611°E.

## Înființare
Situl Pláničský rybník-Bobovec a fost declarat sit de importanță comunitară în noiembrie 2009 pentru a proteja un număr necunoscut de specii din flora spontană și fauna sălbatică aflate în arealul zonei.

## Biodiversitate
Situată în ecoregiunea continentală, aria protejată conține 7 habitate naturale: Mlaștini turboase de tranziție și turbării mișcătoare, Mlaștini oligotrofe degradate, capabile încă de regenerare naturală, Liziere de ierburi înalte hidrofile de câmpie și de nivel montan până la alpin, Lacuri eutrofice naturale cu vegetație de tip Magnopotamion sau Hydrocharition, Păduri acidofile de Picea de la nivel montan la nivel alpin (Vaccinio-Piceetea), Păduri aluvionare cu Alnus glutinosa și Fraxinus excelsior (Alno-Padion, Alnion incanae, Salicion albae), Mlaștini împădurite.
La baza desemnării sitului se află un număr nedeclarat de specii protejate.